# Lumbrerillas
Lumbrerillas es un barrio de Gallinero, localidad de la provincia de Soria, partido judicial de Soria ,  Comunidad Autónoma de Castilla y León, España. Pertenece a la comarca de Almarza.

## Historia
A la caída del Antiguo Régimen la localidad se convierte en barrio de Gallinero en la región de Castilla la Vieja, partido de Soria.
El actual barrio de Lumbrerillas antiguamente (años 1270, 1401, 1677, etc) era llamado Lumbreras (1) y (2).
(1) Documentos del Arca-Archivo de Almarza y San Andrés (2002). Mª Pía Senent. Diputación Provincial de Soria. Colección Archivos Sorianos, n.º 5. (2) La Mancomunidad de los 150 Pueblos de la Tierra de Soria (1998). Enrique Díaz y J. Antonio Martín de Marco. Diputación Provincial de Soria.

## Lugares de interés
- Iglesia de San MIguel, templo que era matriz de la iglesia de Cerveriza.